# Pavel Voicu
Pavel Voicu (n. 29 ianuarie 1973, Frăsinești, r. Ungheni, RSS Moldovenească, URSS) este un politician din Republica Moldova care din 14 noiembrie 2019 până în 6 august 2021 a deținut funcția de Ministru al Afacerilor Interne în Guvernul Ion Chicu.